# Helmut Schreyer
Helmut Theodor Schreyer (* 4. Juli 1912 in Selben, heute Stadt Delitzsch; † 12. Dezember 1984 in São Paulo) war ein deutscher Fernmeldefachmann, Erfinder und Professor an der Technischen Hochschule des brasilianischen Heeres in Rio de Janeiro.
Schreyer zählt neben Konrad Zuse zu den bedeutendsten deutschen Erfindern in der Entwicklung der maschinellen Rechentechnik.

## Leben
Helmut Schreyer war ein Sohn des Pfarrers Paul Schreyer und dessen Frau Martha. Nachdem der Vater 1915 eine Pfarrstelle im nordbadischen Mosbach angetreten hatte, besuchte der junge Schreyer ab 1919 die Volksschule und anschließend das dortige Realgymnasium bis zum Abitur im Jahre 1933. Am 1. Mai 1933 trat Schreyer in die NSDAP ein (Mitgliedsnummer 2.544.065). Er arbeitete für ein Jahr als Praktikant in der Lehrwerkstatt der Berliner AEG. 1934 begann Schreyer ein Studium der Elektro- und Nachrichtentechnik an der TH in Berlin-Charlottenburg. In der Studentenverbindung Akademischer Verein Motiv lernte er 1937 Konrad Zuse kennen, was zum Beginn einer Jahrzehnte währenden Zusammenarbeit und einer lebenslangen Freundschaft wurde.
Während er an der Z1 mitarbeitete, bestand er 1938 seine Diplomprüfung und wurde als wissenschaftlicher Assistent am Lehrstuhl für Fernsprech- und Telegrafentechnik  von Professor Wilhelm Stäblein  eingestellt. Außerdem arbeitete er auch an dem von Stäblein geleiteten Institut für Schwingungsforschung (vor 1933 und nach 1945: Heinrich-Hertz-Institut), das eines von den etwa dreißig wissenschaftlichen Instituten der Vierjahresplanbehörde gewesen war und daher Rüstungsforschung betreiben musste. Bei der Zusammenarbeit mit Zuse erkannte er frühzeitig die Möglichkeit, die von diesem verwendeten Relaisschaltungen durch Röhrenschaltungen zu ersetzen. 1938 führte er an der TH Berlin zusammen mit Konrad Zuse eine entsprechende Versuchsschaltung vor und machte den Vorschlag, auf dieser Basis eine elektronische Rechenmaschine zu bauen. Allerdings wurde dieser Vorschlag dort als „Phantasterei“ bezeichnet, Schreyer und Zuse fanden daher kaum Unterstützung für ihr Projekt.
Während des Zweiten Weltkrieges befasste Schreyer sich „als Assistent mit kriegswichtigen Arbeiten, darunter einem Beschleunigungsmesser für die V2-Rakete, Detektoren für nicht explodierte Bomben und Umsetzern von Radar-Analog-Werten in akustische Signale für Jagdflugzeuge“. 1941 wurde er am Institut für Schwingungsforschung der TH Berlin zum Thema Das Röhrenrelais und seine Schaltungstechnik promoviert. 1942 war die Arbeit an der Z3 abgeschlossen, das Versuchsmodell kann als der erste Computer der Welt bezeichnet werden.
Schreyer beschäftigte sich weiter mit Elektronenröhren in digitalen Rechenanlagen. Eine entsprechende Versuchsanlage ging durch Kriegseinwirkungen verloren. Er schuf dadurch jedoch Grundlagen für spätere Generationen der elektronischen Rechentechnik.
In der Nachkriegszeit konnte Schreyer weder an seinen Entwicklungen noch in der Fernmeldetechnik arbeiten. Eine Zeitlang managte er ein Kino der amerikanischen Besatzungsstreitkräfte in Erlangen. Im Jahre 1949 wanderte er nach Brasilien aus. Dort wurde er zum Leiter des Fernmeldelabors der brasilianischen Post und zum Professor der Technischen Hochschule des brasilianischen Heeres in Rio de Janeiro berufen.
Schreyer war maßgeblich beteiligt an der Entwicklung des von 1958 bis 1960 gebauten ersten brasilianischen Computers Lourinha, auf Deutsch Blondine.

## Forschungs- und Entwicklungsbeteiligungen
- Beschleunigungsmesser für die V2
- Detektor für nicht explodierte Bomben
- Umsetzer für Radar-Analog-Werte in akustische Signale für Jagdflugzeuge
- Lourinha (d. h. Blondine), erster in Brasilien gebauter Computer

## Schriften
- Das Röhrenrelais und seine Schaltungstechnik. Technische Hochschule Berlin, Dissertation 1941. ( (PDF; 573 kB) ohne Abbildungen im „Konrad Zuse Internet Archiv“)
- Praktische Funktechnik: Eine Einführung in die Grundlagen der Rundfunkschaltungen. C. F. Müller, Karlsruhe 1949.
- Envio Imediato Circuitos de Comutação. Oficina do I.M.E., Rio de Janeiro 1966, 202 S. (portugiesisch)
- Die Entwicklung des Versuchsmodells einer elektronischen Rechenmaschine. Mosbach 1977, Konrad Zuse Internet Archive, Online-Datei im Webarchiv, (PDF; 950 kB)

## Patente
- Patent  DE937170: Schaltungsanordnung eines elektrischen Kombinationsspeicherwerkes. Angemeldet am 11. Juni 1943, veröffentlicht am 29. Dezember 1955, Anmelder: Helmut Schreyer, Rio de Janeiro-Tijuca, Erfinder: Helmut Schreyer, Rio de Janeiro-Tijuca.‌

## Belege
1. 1 2 3  Raúl Rojas: Helmut Schreyer: eine deutsche Karriere, Telepolis, 24. Januar 2010.
2. ↑  Konrad Zuse, Der Computer: Mein Lebenswerk, Springer-Verlag 1984, S. 97
3. ↑  Helmut Schreyer: „Die Entwicklung des Versuchsmodells einer elektronischen Rechenmaschine.“ (PDF; 973 kB) Mosbach 1977, S. 14.
4. ↑  Andrés Burbano: Different Engines: Media Technologies From Latin America, Taylor & Francis,  2023, ISBN 978-1-000-84075-9.

| Personendaten    | Personendaten                                                                             |
| ---------------- | ----------------------------------------------------------------------------------------- |
| NAME             | Schreyer, Helmut                                                                          |
| ALTERNATIVNAMEN  | Schreyer, Helmut Theodor (vollständiger Name)                                             |
| KURZBESCHREIBUNG | deutscher Erfinder, Mitarbeiter bei der Erfindung des ersten funktionstüchtigen Computers |
| GEBURTSDATUM     | 4. Juli 1912                                                                              |
| GEBURTSORT       | Selben                                                                                    |
| STERBEDATUM      | 12. Dezember 1984                                                                         |
| STERBEORT        | São Paulo                                                                                 |